# Ferenc Németh (Musiker)
Ferenc Németh (* 20. Mai 1976 in Keszthely) ist ein ungarischer Jazzmusiker (Schlagzeug,  Komposition) des Modern Jazz.

## Leben und Wirken
Németh, der aus einer Musikerfamilie stammt, wurde bereits in jungen Jahren gefördert. Sein Vater gab ihm seinen ersten Schlagzeugunterricht. Im Alter von vierzehn Jahren besuchte er das Richter-János-Konservatorium in Győr, um klassisches Schlagwerk zu studieren. Mit achtzehn Jahren zog er nach Budapest, wo er die Franz-Liszt-Musikakademie besuchte und begann, in verschiedenen Musikstilen zu spielen. 1996 nahm er sein Debütalbum Ferenc Nemeth, Vol. 1 auf. Er studierte am Berklee College of Music und am New England Conservatory in Boston und ab 2001 am Thelonius Monk Institute of Jazz in Los Angeles. Seitdem arbeitete er mit Musikern wie Herbie Hancock, Wayne Shorter, Terence Blanchard, Billy Childs, Bob Sheppard, Dave Carpenter, John Clayton, Jimmy Heath, Javier Vercher, Sebastian Noelle und dem Henry Mancini Orchestra.
Seit 2003 lebte Németh in New York und begann bei GilFeMa, einem Trio mit Lionel Loueke und Massimo Biolcati; 2004 erschien das gleichnamige Album (ObliqSound). Daneben gründete er auch sein eigenes Label Dreamer’s Collective Records. 2007 veröffentlichte er das Album Night Songs mit Originalkompositionen, an dem John Patitucci, Chris Cheek, Lionel Loueke, Aaron Parks und Mark Turner mitgewirkt hatten. Im Bereich des Jazz war er laut Tom Lord zwischen 1986 und 2018 an 24 Aufnahmesessions beteiligt. Gegenwärtig (2019) leitet Németh ein Trio mit Myron Walden (Tenorsaxophon) und Leo Genovese (Piano).

## Diskographische Hinweise
- Gilfema + 2 (ObliqSound, 2008), mit Anat Cohen, John Ellis, Lionel Loueke, Massimo Biolcati
- Triumph (2010), mit Richard Nant, Maria Noel Luzardo, Juampi Di Leone, Carlos Michelini, Martin Pantyrer, Joshua Redman, Kenny Werner, Lionel Loueke, Barbara Togander
- Ferenc Nemeth & Attila László: Bridges of Souls (2013), mit Russell Ferrante, Jimmy Haslip, Charlie Horvath, Lara Bello (vcl)
- Freedom (2020), mit Gregory Tardy, Tzumo Arpad